# Penagos (Kantabrien)
Penagos ist eine Gemeinde in der spanischen Autonomen Region Kantabrien. Innerhalb ihrer Grenzen liegt das Peña Cabarga-Massiv, um das herum sich eine Wiesenlandschaft befindet, die durch die intensive Bergbautätigkeit in der Vergangenheit in eine Art Hügel verwandelt wurde, die durch den Schutt gebildet wurden und bis zu 40 Meter hoch sind. Außerdem gibt es zahlreiche natürliche oder durch den Bau der Minen verursachte Hohlräume. Die Gemeinde befindet sich 24 Kilometer südlich von Santander und hat verschiedene Ortskerne.

## Orte
- Arenal
- Cabárceno
- Llanos
- Penagos (Hauptstadt)
- Sobarzo.

## Bevölkerungsentwicklung
| 1842 | 1900 | 1950 | 1981 | 1991 | 2001 | 2011 |
| ---- | ---- | ---- | ---- | ---- | ---- | ---- |
| 1532 | 1552 | 2415 | 1953 | 1823 | 1703 | 1926 |

## Wirtschaft
Die Wirtschaft, die bis zu den letzten 20 Jahren traditionell auf Ackerbau und Viehzucht basierte, hat sich hin zu einer Dienstleistungswirtschaft und teilweise zur Industrie gewandelt.